# Beta Indi
Beta Indi (6 Indi) é uma estrela na direção da Indus. Possui uma ascensão reta de 20h 54m 48.58s e uma declinação de −58° 27′ 14.7″. Sua magnitude aparente é igual a 3.67. Considerando sua distância de 603 anos-luz em relação à Terra, sua magnitude absoluta é igual a −2.66. Pertence à classe espectral K0III.